# Campeonato Europeu de Atletismo em Pista Coberta de 1981
O 12º Campeonato Europeu de Atletismo em Pista Coberta foi realizado no Palais des Sports, de Grenoble, França, nos dias 21 e 22 de fevereiro de 1981. As competições repartiram-se por 19 eventos oficiais (11 no programa masculino e 8 no feminino) e ainda uma prova extra-programa de 5000 m marcha.

## Medalhistas
Masculino
| Evento               | Ouro                   | Ouro        | Prata                  | Prata    | Bronze                 | Bronze   |
| 50 m                 | POL Marian Woronin     | 5.65        | URS Vladimir Muravyov  | 5.76     | URS Andrey Shlyapnikov | 5.77     |
| 400 m                | GDR Andreas Knebel     | 46.52       | FRG Martin Weppler     | 46.88    | ITA Stefano Malinverni | 46.96    |
| 800 m                | FRG Herbert Wursthorn  | 1:47.70     | HUN András Paróczai    | 1:47.73  | ESP Antonio Páez       | 1:48.31  |
| 1500 m               | FRG Thomas Wessinghage | 3:42.64     | FRG Uwe Becker         | 3:43.02  | POL Miroslaw Zerkowski | 3:44.32  |
| 3000 m               | FRA Alexandre Gonzalez | 7:22.71 (*) | BUL Evgeni Ignatov     | —        | URS Valeriy Abramov    | —        |
| 50 m barreiras       | FIN Arto Bryggare      | 6.47        | ESP Javier Moracho     | 6.48     | FRA Guy Drut           | 6.54     |
| salto em altura      | SUI Roland Dalhäuser   | 2,28        | FRG Carlo Thränhardt   | 2,25     | FRG Dietmar Mögenburg  | 2,25     |
| salto com vara       | FRA Thierry Vigneron   | 5,70 (CR)   | URS Aleksandr Krupskiy | 5,65     | FRA Jean-Michel Bellot | 5,65     |
| salto em comprimento | SUI Rolf Bernhard      | 8,01        | ESP Antonio Corgos     | 7,97     | URS Shamil Abbyasov    | 7,95     |
| triplo salto         | URS Shamil Abbyasov    | 17,30 (CR)  | FRG Klaus Kübler       | 16,73    | GBR Aston Moore        | 16,73    |
| lançamento do peso   | FIN Reijo Ståhlberg    | 19,48       | FRA Luc Viudès         | 20,23    | YUG Zlatan Saračević   | 19,40    |
| 5000 m marcha        | GDR Hartwig Gauder     | 19:08.59    | ITA Maurizio Damilano  | 19:13.90 | FRA Gérard Lelièvre    | 19:55.02 |

(*) A corrida teve uma volta a menos
Feminino
| Evento               | Ouro                      | Ouro       | Prata                  | Prata   | Bronze                 | Bronze  |
| 50 m                 | BUL Sofka Popova          | 6.17       | SWE Linda Haglund      | 6.17    | GDR Marita Koch        | 6.19    |
| 400 m                | TCH Jarmila Kratochvílová | 50.07 (CR) | URS Natalya Bochina    | 52.32   | GBR Verona Elder       | 52.37   |
| 800 m                | GDR Hildegard Ullrich     | 2:00.94    | BUL Svetla Zlateva     | 2:01.37 | BUL Nikolina Shtereva  | 2:02.50 |
| 1500 m               | ITA Agnese Possamai       | 4:07.49    | URS Valentina Ilyinykh | 4:08.17 | URS Lyubov Smolka      | 4:08.64 |
| 50 m barreiras       | POL Zofia Bielczyk        | 6.74 (WR)  | URS María Kemenchezhi  | 6.80    | URS Tatyana Anisimova  | 6.81    |
| salto em altura      | ITA Sara Simeoni          | 1,97 (CR)  | POL Elżbieta Krawczuk  | 1,94    | POL Urszula Kielan     | 1,94    |
| salto em comprimento | FRG Karin Hänel           | 6,77 (WR)  | GDR Sigrid Heimann     | 6,66    | FRG Jasmin Fischer     | 6,65    |
| lançamento do peso   | GDR Ilona Slupianek       | 20,77      | TCH Helena Fibingerová | 20,64   | GDR Helma Knorrscheidt | 20,12   |

(WR) = Recorde mundial (CR) = Recorde dos campeonatos

## Quadro de medalhas
| Ordem | País               | Medalha de ouro | Medalha de prata | Medalha de bronze | Total |
| ----- | ------------------ | --------------- | ---------------- | ----------------- | ----- |
| 1     | Alemanha Oriental  | 4               | 1                | 2                 | 7     |
| 2     | Alemanha Ocidental | 3               | 4                | 2                 | 9     |
| 3     | França             | 2               | 1                | 3                 | 6     |
| 4     | Polónia            | 2               | 1                | 2                 | 5     |
| 5     | Itália             | 2               | 1                | 1                 | 4     |
| 6     | Finlândia          | 2               | 0                | 0                 | 2     |
| 6     | Suíça              | 2               | 0                | 0                 | 2     |
| 8     | União Soviética    | 1               | 5                | 5                 | 11    |
| 9     | Bulgária           | 1               | 2                | 1                 | 4     |
| 10    | Tchecoslováquia    | 1               | 1                | 0                 | 2     |
| 11    | Espanha            | 0               | 2                | 1                 | 3     |
| 12    | Hungria            | 0               | 1                | 0                 | 1     |
| 12    | Suécia             | 0               | 1                | 0                 | 1     |
| 14    | Iugoslávia         | 0               | 0                | 1                 | 1     |